# Tram ATAC: motrici MATER
Le vetture tranviarie serie 5000 dell'ATAG di Roma erano una serie di vetture tranviarie in servizio sulla rete tranviaria cittadina e sulle linee dei Castelli tra il 1936 e il 1972.

## Storia
Sulla scia di quanto fatto dall'ATM di Milano con i tram del tipo "due camere e cucina" serie 3000 l'ATAG commissionò nel 1936 alle officine MATER di Roma la costruzione di cinquanta tram articolati ricavati dalla trasformazione di cinquanta motrici a due assi del tipo a otto finestrini e di altrettante rimorchiate dello stesso tipo, entrambe costruite a metà anni venti, cui era aggiunta una piattaforma centrale sospesa. Tale tipologia di tram permetteva di incrementare notevolmente il numero di passeggeri trasportati, riducendo nel contempo il personale impiegato.
Il primo prototipo, immatricolato con il numero 5001, entrò in servizio il 21 aprile 1936; entro il 1938 seguirono altri quarantanove tram dello stesso tipo, che andarono a formare la serie 5001 ÷ 5099.
I tram furono impiegati sino al 1950 sulla linea circolare interna, quando furono sostituite in questo ruolo dalle "Moto-Rimorchiate Saglio"; da allora passarono in servizio sulle principali linee di forza della rete romana sino alla loro radiazione, avvenuta tra il 1964 e il 1966 (ma già nel 1954 delle cinquanta motrici costruite ne risultavano esistere 46).
Sei motrici (matricole 5003, 5013, 5025, 5029, 5047 e 5085) furono cedute nel 1965 dall'ATAC alla STEFER, la quale le impiegò sino al 1972 sui due tronchi residui delle tranvie dei Castelli (stazione Termini-Cinecittà e stazione Termini-Ippodromo delle Capannelle), che vedevano (in particolare la linea per Cinecittà) un traffico crescente. Per prestare servizio sulle linee STEFER i tram furono riverniciati in bianco e blu e fu installato un pantografo.